# グランディア エクストリーム
『グランディア エクストリーム』（GRANDIA XTREME）は、ゲームアーツが開発し、エニックス（現スクウェア・エニックス）が2002年1月31日に発売したPlayStation 2用コンピュータRPG作品。キャラクターデザインは藤原カムイ 。タイトルは『グランディアX』と略されることもある。

## 概要
グランディアシリーズとしては初めてPlayStation 2用のゲームとして発売された本作は、2000年の『グランディアII』と、2005年の『グランディアIII』との間に発表された番外編的な作品である。魔法やアイテムの固有名詞、基本的なゲームシステムなどはシリーズを踏襲しつつも、前作同様、過去作品で描かれた世界との繋がりは明らかではなく、本作独自の物語が展開される。
本作は「戦闘に特化したRPG」であるとも形容され、グランディアシリーズの特徴的な戦闘システムを更に充足させた「戦う楽しさ」を前面に押し出したゲーム内容となっている。3DCGで描画されたフィールドやキャラクター、基本的なゲームシステムなど多くの点は、前作『グランディアII』までの仕様を踏襲しているが、本作ではキャラクターの成長システムが一新され、合体技などの新要素も導入されている。物語自体はダンジョンの探索が主題となっており、ストーリー性よりもゲーム性に重きを置いた内容となっている。また本作ではシリーズ初の試みとして、入るたびに構造が変化するダンジョンが用意されており、本編のクリア後もゲームを継続できるやり込み要素が提供されている。
本作が発売された翌月には、前作『グランディアII』のPlayStation 2移植版が併せて発売されている。

## ストーリー

### 物語本編
精霊暴走と呼ばれる災害に苦しめられている世界。地導師の見習いであるエヴァンは、亡き父の後を継ぎ地導師の修行に明け暮れていた。そんなエヴァンにノーチス軍から出頭要請が送られる。精霊暴走の発生源が古代の遺跡にあることが判明し、既に大きな被害を出している軍隊に代わって、遺跡を探索し精霊暴走を止める適任者としてエヴァンらに白羽の矢が立ったのである。エヴァンはそれを拒否しようとするが、軍に強制的に拉致され、ノーチス軍が始めた精霊暴走停止作戦に参加することになる。
エヴァンらの任務は災害の中心にある地水火風の4つの遺跡に赴き、暴走の原因となっている装置を止めてくること。エヴァンは民族的対立から反目し合うチームメンバー同士を束ねつつ、「ロッカの村」を拠点として、迷路のように複雑になっている各遺跡の深部を目指し、その奥に陣取る怪物を倒して、遺跡の装置を止めていく。ところがエヴァンは、作戦を指揮しているのが幼馴染のクロイツだと知り、軍の目的に違和感を抱くようになる。クロイツが不実な人間であることを知るエヴァンは、この作戦には表向きの大儀とは別に、何か裏があるのではないかと疑うようになる。
軍から与えられた任務をこなしつつ、エヴァンは周囲を欺き己の野心を叶えようとするクロイツの目的に迫っていく。そして同時に遺跡の中で古代人たちが創造しようとしていた「クァン・リー」と呼ばれる謎の存在に立ち向かっていくことになる。

### 後日談
最大の敵との対決を終え、事件を解決したエヴァンだが、その解決手段には心残りを感じていた。彼は任務を終えて解散しようとする仲間たちに相談を持ちかけ、エヴァンらが倒した敵が残した心の欠片を探索することを提案する。
ロッカの村で進行する村人たちとの交流や、大きな冒険を乗り越えて親睦を深めていく仲間たちの交流を進めつつ、エヴァンらは遺跡の深部に出現した、100階層に及ぶ巨大迷宮へと挑む。

## 登場キャラクター

### パーティキャラクター
パーティの編成は冒険の拠点であるロッカの村で行うことができ、主人公であるエヴァンに同行する3人までの仲間を基本的には自由に選ぶことができる。マナエッグの装備スロットが多いキャラクターは魔法使い向け、スキルの装備スロットが多いキャラクターは戦士向けという位置付けがされているが、装備やスキルの組み合わせ次第では異なる役割を与えることもできる。
エヴァン
声 - 三木眞一郎
本作の主人公。18歳、男性。ノーチスの民間人で、口よりも先に手が出てしまう性格や、やや不良っぽさの残る熱血漢。地脈を流れる精気の流れを読み取り、遺跡の奥深くから仲間を安全に脱出させるなど、地脈を自在に移動することができる術を使うことかできる地導師の見習いで、その能力を見込まれて強制的に精霊暴走停止計画に参加させられる。民族的対立を抱えたメンバーにあって唯一中立的な立場であることから、チームを統率するリーダーに選ばれる。
当初は無理矢理役目を押し付けたノーチス軍に反発したり、少年気分が抜けきらず斜に構えていたりしたが、作戦に地導師の力が不可欠であることは理解しており、父の死を転機に地導師の職を継いだ。次第にリーダーとして皆を束ねる存在となっていく。
武器は長剣や刀などの刀剣類。マナエッグとスキルの装備スロット数は同数で、物理攻撃も魔法攻撃もこなすことができる。
ブランドル
声 - 江川央生
24歳、男性。ノーチス軍の軍曹。ほとんどの軍用車両を巧みに操る凄腕の軍人。ノーチス軍切っての力自慢で、物理攻撃を得意とする。当初はエヴァンやジェイドらと反りが合わず、反目し合っていたが、いつしか仲間意識に目覚めていく。ロッカの村に住む給仕娘のウェンディに密かな想いを寄せている。
武器は両手持ちの大剣。スキルの装備スロット数が多い。魔法は不得手。
カーマイン
声 - 水谷優子
20歳、女性。ノーチス軍の曹長。享楽的な性格で上昇志向を持ち合わせていない。芯が強く細かい気配りがあり面倒見の良い面を持っている。規律を軽視しファッションや美形の男性に目がない。クロイツを異性として好ましく思っている。最初はエヴァンを坊や扱いしていたがリーダーとしての成長を見るにつれ、戦士としての腕を認めるようになる。
武器はサーベルなどの細剣。装備スロットの数はスキル寄り。剣技を得意としており、魔法も使えるがあまり得意ではない。
ジェイド
声 - 稲田徹
22歳、男性。ノーチスの敵対国だったアルカダ軍騎士。騎士道を重んじプライドが高い。熱弁家だが、言い回しが時代がかってしまうため、皆から偉そうにしゃべると思われている。ノーチスに対して強い不信感があり、ノーチス軍のブランドルと衝突することが多い。かつて必ず守ると誓いを立てた女性を精霊暴走によって亡くした過去を悔やんでおり、波頭の源（水遺跡）の精霊暴走の停止に執念を燃やす。
武器は杖。マナエッグの装備スロット数が多く、魔法を得意とする。武術については本人いわく「嗜む程度」。
ティト
声 - 保志総一朗
16歳、男性。ジェイドと同じアルカダ人の少年。パーティの中では最も小柄で最年少。無口で人見知りする性格。異種族を相手にする時は口数が減る。純粋な考え方でもあり、誰かが傷ついたり争うことを好まない。自分を信用してくれるエヴァンの態度に、次第に心を開くようになっていく。
武器は投げナイフ。装備スロットの数はスキル寄り。素早さに秀でる。敵からレアアイテムなどを高確率でかすめ盗る「アイテムゲット」という必殺技を持つ。
ウルク
声 - 石塚運昇
30歳、男性。自然の中で生きる亜人であるハズマの民の一人。精霊暴走が自然に起きた災害だと思っていたが、ノーチス軍から人為的なものだと聞いて計画に参加。パーティの最年長で、白髭を生やした大柄の壮年。獣の毛皮をマントのように羽織っている。釣りが趣味。
武器は斧。スキルの装備スロット数が多い。筋力が高く物理攻撃を得意とし、また物理防御力や魔法防御力にも秀でる。
ミャム
声 - 田村ゆかり
16歳、女性。ハズマの民の少女で、このメンバーのムードメーカー。人懐っこく気紛れな性格で、いつも元気いっぱいだが、故郷の料理を食べられなくなると元気がなくなる。好奇心旺盛であり興味をもった話には口を出すが、一方で気まぐれで飽きっぽく、とくに理屈っぽい話を苦手とする。1年前に亡くなった祖母が愛していた故郷を破壊した、逆風の頂（風遺跡）の精霊暴走を止めたがっている。
武器は弓で、遠距離からの素早い攻撃を得意とする。また装備スロットの数がマナエッグ寄りであるため、魔法にも秀でる。仲間を回復したり応援したりする必殺技も持つ。戦闘時には屈んで獣のように4つ足で走る。
ルティナ
声 - 川上とも子
18歳、女性。アルカダの特殊部隊隊長の女戦士。体術や暗殺術を極めた達人でもあり、刺々しいその雰囲気を「剣呑な女性」とも形容されている。エヴァンらに先駆けてクロイツが危険な計画を進めていることを知り、精霊の石板奪取の任務を帯びて事情を知らないエヴァン一行をその共謀者と見なして襲撃するも、返り討ちに遭う。その後クロイツの野望が明らかになった際、最後のパーティメンバーとしてエヴァンたちと行動を共にすることになる。戦いの中で育った女兵士でもあり平和な暮らしを理解できない。他の仲間たちとうまく溶け込めず、ぶっきらぼうな態度で接しているが、動物好きという意外な一面もある。
武器は短刀。マナエッグとスキルの装備スロット数は同数。走力や素早さの能力が高い。

### ノーチス軍人
精霊暴走停止作戦を主導する軍人たち。ブランドルやカーマインにとっては上官でもある。
クロイツ
声 - 子安武人
23歳、男性。ノーチス軍の中佐で、エヴァンとは旧知の間柄。精霊暴走停止作戦の最高指揮官。ディーネからの信頼も厚いが、野心家でもあり、彼の少年時代を知るエヴァンからは口先ばかりの信用できない人物と見られている。
公益のために精霊暴走を止めるという大義名分を掲げつつも、その内心は「折れない心で、人として高みを目指し続ける」という執念に取り付かれており、そのためには他人を犠牲にすることを厭わないという価値観を持つ。遺跡に隠された存在を己のものとすることが、己の執念を満たしてくれると考え、独断で水面下の計画を進めている。
ディーネ
声 - 矢島晶子
19歳、女性。ノーチス軍の少尉。エヴァンを無理矢理に連行した張本人で、精霊暴走停止作戦の指揮官としてエヴァンらに指示を出す。クロイツの真意については聞かされておらず、作戦の理念に、対立していた民族が協力して平和を目指すという自分の夢を重ねており、作戦を指揮するクロイツに心酔している。一方で、いつしかエヴァンのリーダーとしての資質に一目置くようになっていく。
スペクト
声 - 立木文彦
40歳、男性。ノーチス軍の科学官。遺跡の研究という目的に魅了されており、クロイツの野心を知りつつ協力している。その素性にはある秘密を抱えているが、スペクト自身はそのことに気が付いていない。

### その他
エボル
声 - 立木文彦
遺跡の深部に住む、漆黒のローブに身を包んだ謎の男。物語本編の黒幕的存在であり、エヴァンらに精霊暴走の真実を語る。
クァン・リー
声 - 朴璐美
エボルや遺跡の秘密と関係する謎の存在。その正体は古代人によって創造された究極の生命体で、全ての遺跡を踏破し真実を知ったエヴァンらの前に少年の姿で現れる。創造者から与えられた、全ての人の心を一つにするという使命を果たすため、人々の自我を無くして操ることでそれを実現しようとしており、それが人類の夢を実現することになると考えている。人間を見下しており、己の理想を理解しようとしないエヴァンを愚かと断じて対立する。

### 各遺跡のボスキャラクター
以下にはリトライの対象となるボスキャラクターを列挙する。
巨神兵
土竜の巣（土遺跡）のボスキャラクター。最初の探索では出現せず、リトライ時に出現する。石像のような姿をしており同時に2体が出現、パーティ全体に大ダメージを与えつつ麻痺状態にする必殺技「ライトニング」を使う。
マザーアカマクガン
炎雲の目（炎遺跡）のボスキャラクター。腹部に口を持つ巨大なカニのような姿をしており、本体と左右のハサミのパーツで構成されている。雑魚キャラクターのアカマクガンベビーを無数に産み落とす。
ディーヴァ
波頭の源（水遺跡）のボスキャラクター。最初は殻に覆われており虫のような姿をしている。殻を破壊しなければ本体にダメージを与えることができず、本体も複数のパーツで構成されている。
ボーンマンティス
逆風の頂（風遺跡）のボスキャラクター。骨のような甲殻を持つ、脚のないカマキリの姿をしており、本体および耐性の異なる左右の腕パーツで構成されている。
ヴォルトビースト
毒の遺跡のボスキャラクター。「フォームチェンジ」によって2脚から4脚の姿に変形することができ、それぞれの形態で異なる能力や耐性を持つ。本体に加えて左右の爪や頭部の角といった複数のパーツで構成されている。
ゼノス・リー
闇の遺跡のボスキャラクター。クァン・リーを生み出す過程で創造された失敗作とされる巨大な怪物。全3体のクリスタルを随伴し、これらは倒しても復活する。本体による全体多段攻撃「ティターニアカノン」、単体に吹雪属性の強烈なダメージをあたえる魔法「シャキラ」、クリスタル3体によるキャンセル効果を持った合体技「ネオデルタバースト」といった強力な攻撃を持つ。
本編クリア後の後日談ではレベル200の非常に強力な敵として復活しており、本編を普通にクリアした直後のステータスでは武器や魔法でダメージがほとんど入らず、HPは本体で本編ラスボスの3倍以上、随伴するクリスタルでもラスボス並みの耐久力を持つ。攻撃面においてもクリスタルがあらゆる効果を打ち消す魔法「ギガヴァニッシュ」を使用するようになり、本作において屈指の強さを誇る。
サーペント
闇の遺跡のボスキャラクター。ゼノス・リーが出現する最初の探索や本編クリア後の後日談では出現せず、本編でのリトライ時にのみ一時的に出現する。3つの頭を持つ蛇の姿をしており、それぞれの頭がパーツとなっている。雑魚キャラクターのメガビーストを随伴する。
ドラゴンライダー
光の遺跡のボスキャラクター。最初の探索では出現せず、リトライ時に出現する。本体は騎手と騎馬（ドラゴン）のパーツで構成されており、一方が倒されると分離する。雑魚キャラクターのルーパスを随伴する。

### その他のボスキャラクター
リトライの対象とならず、ストーリー上で1度のみ対決するボスキャラクターたち。これ以外のボスキャラクターについては上記登場人物のルティナ、クロイツ、クァン・リーの解説を参照。
デュラムタウロス
土竜の巣（土遺跡）での最初の探索時に、本作における最初のボスキャラクターとして出現する。牛の頭を持つ屈強な獣人のような姿のモンスター。
2回目以降の探索では巨神兵が出現するようになり、後にディラムタウロスはダンジョンを徘徊する雑魚キャラクターとして再登場する。
クロイツ親衛隊
クロイツの部下たち。
名剣クリムゾン / 魔剣クリムゾン / 竜剣クリムゾン
クロイツが装備している剣。戦闘ではクロイツのパーツとして登場し、クロイツの形態変化に伴って名称が名剣、魔剣、竜剣と変化する。地面に突き立てられた状態から全体を攻撃する必殺技「魔人剣」「真・魔人剣」を使用する。

## 世界設定
本作の作中にはノーチス人、アルカダ人、そしてハズマの民と呼ばれる民族が登場しており、物語の主要登場人物であるパーティメンバーは、このいずれかの人種に属している。作中の時代は人間による新興国家であるノーチスと、異民族であるアルカダとの間で長年繰り広げられてきた紛争が終わったばかりであると設定されており、それぞれの民族が他民族に対して悪感情を抱いている様子が描かれている。作中のグラフィックや解説書のイラストでは、異民族であるアルカダ人や亜人とされるハズマの民は、外見的特徴として先の尖った耳を持った種族として描かれており、また物語本編の台詞では、ノーチス人であるブランドルがアルカダ人を「長耳」、ハズマの民を「獣人」と呼んでいる場面がある。
本作は古代の遺跡を主要な舞台としているが、それらの遺跡を建造した古代人は作中の時代より進んだテクノロジーを持つ。物語の世界は、約50年前から精霊暴走と呼ばれる災害に苦しめられているが、この災害は古代の遺跡によって人為的に発生していることが物語開始時点で判明しており、更に物語本編の後半では、それが遺跡の中で行われていたクァン・リーの創造と関連した現象であることが明らかにされている。また遺跡から発掘される大きな輪の形をしたエンシャントギアと呼ばれる古代の遺物は、一度回転させると回り続ける性質を持つことから、ノーチス軍はこれを航空機や車両の動力として転用しているが、このエンシャントギアもクァン・リーの創造に関連した遺物であるとされ、物語本編のクライマックスでは映像を投影するという隠れた機能もあることが描写されている。

## システム

### ゲームの流れ
本作の物語は、冒険の拠点となる「ロッカの村」から各地の遺跡へと赴く体裁となっている。ゲームデータのセーブやパーティの編成、各キャラクターのスロットに装着しているマナエッグとスキルの付け替え（詳細は「#装備スロット」を参照）はロッカの村でしか行うことができず、セーブやこれらの変更を行うには遺跡を脱出して戻ってくる必要がある。
また、アイテムには持ち運べる個数に制限があり、遺跡の探索中に新たなアイテムや羊皮紙（詳細は「#スキル」を参照）を発見しても、持ち物が一杯なら何かを捨てなければ拾うことができない。回復や攻撃に用いる消耗品のアイテムのみ、10個までをまとめて持ち歩くことができるが、捨てたり売却したりする時もまとめて扱われる。アイテムは任意でロッカの村の道具屋に預けることができる。
ゲーム本編をクリアした後、クリアデータを保存してゲームを再起動すると、エンディング後の後日談をプレイすることができる。後日談では100階層に及ぶ自動生成ダンジョンを踏破することが最終目的となるほか、各地の遺跡に赴くことで、本編よりも強化されたボスキャラクターとの再戦を挑むことができる（「#リトライ」も参照）。

### フィールド
遺跡などのフィールドは3DCGで描かれ、主人公（エヴァン）の後方斜め上からの三人称視点で描かれる。視点は自由に回転することができ、また一時的に一人称視点に切り替えることで、その場で上を見上げたり下を見下ろしたりすることもできる。画面左下にはオートマッピングにより通った場所の地図が表示される。また画面右下には「エクストリームゲージ」と呼ばれるゲージが表示されており、敵の接近やその強さ、アイテムが近くにあることをプレイヤーに知らせる。
フィールド上を移動しているモンスターシンボルと接触すると戦闘となる（シンボルエンカウント）。モンスターは物陰や背後などの死角から飛び掛ってきたり、主人公よりも速い移動速度で追いかけてくることがあり、不意打ちを受けると敵に先攻を取られてしまう。しかし「構え」のボタンを押しながら移動することにより、移動速度と引き換えに敵を警戒しながら移動することができ、敵の不意打ちを防いだり、正面から接触することで先制を取ることができるようになる。
フィールド上では、点在するイベント発生アイコンに接触し決定ボタンを押すことで、剣を振って目の前の物品を破壊したり、崖をジャンプで飛び越えたり、梯子を上り下りしたりといった動作が自動的に発生する。何もない場所で斬りつけたりジャンプしたりすることはできない。
地導師である主人公エヴァンは、遺跡内のフィールドに「ジオゲート」と呼ばれる魔法的な通路を作ることができる。ジオゲートを設置することができる場所は決まっているが、これを用いることで遺跡の深部から一瞬でロッカの村まで戻ることができる。ジオゲートの中には自由に往復が可能なものもあるが、そうしたものは長大な遺跡の中間地点などに限られているため、例えば最深部のボスキャラクターとの戦闘を前にしてロッカの村に戻ってセーブを済ませたり、準備を整えたりといった使い方はできない。

### 戦闘
基本的な戦闘システムの仕様は、前作『グランディア』や『グランディアII』までのものを踏襲している。前作までと同様に、メニューから行動を選択する方式ながらゲーム内時間の経過や位置関係の概念も存在しており、必殺技や魔法の詠唱には発動までの準備時間が設定され、敵の行動を先読みしながら「コンボ」や「キャンセル」といった通常攻撃を使い分けて敵を足止めしたり、競合する行動を失敗させたりする要素が重要となっている。オートバトルも用意され、行動をAIに任せることができるのも前作と同様である。
一方で敵味方の行動順序を示す「IPゲージ」が直線状から円環状へとレイアウト変更されていたり、防御コマンドと回避コマンドが統合されたりといった細部の違いはある。また、今作では必殺技に合体技という新たな概念が導入されたり、前作までとは異なる成長システムが導入されたりしている。これについては後述する。

#### 必殺技・合体技
前作までと同様、各キャラクターは固有の必殺技を使うことができる。今作の必殺技は、戦闘中に使えば使った回数だけ技の経験値が溜まって性能が高まっていき、威力が増し準備時間が短くなっていくという成長方式が用いられている。新しい必殺技は、習得の前提となる必殺技をある程度成長させることにより、戦闘中に思いつくという形で習得される。新しい技を閃いた際の最初の1回のみSPの消費や準備時間を必要としない。
更に本作では、複数のメンバーが共同して必殺技を繰り出す「合体技」が導入されている。使用に際しては参加する全員が規定のSPを消費する必要があり、参加する全員がIPゲージ上の行動可能な位置に揃うまでは発動できないという制約はあるが、その効果は大きい。新しい合体技は、前提となる必殺技が習得済みである場合に、戦闘中に思いつくという形で使用可能となり、その習熟度は前提となる必殺技の習熟度に依存する。閃いた際の最初の1回のみSPの消費や準備時間を必要としない。
必殺技や合体技を使用するには各キャラクターのスペシャルポイント（SP）を消費する。SPは戦闘中に攻撃を当てたり受けたり、ゲーム内時間が経過したりすることで溜まっていく。今作は前作までとは異なり、SPはダンジョンなどのフィールドを出てロッカの村に戻ると0に戻されてしまい、フィールドに入り直すたびに溜めていくものとなっている。

### 装備スロット
今作は通常の装備以外に、各キャラクターに6個の特殊装備スロットが用意されており、そこには以下で説明するマナエッグとスキルブックを装備することができる。しかしマナエッグとスキルブックをそれぞれ何個装備できるかはキャラクターごとに決まっており、マナエッグがたくさん装備できるキャラクターはスキルがあまり装備できないなど、キャラクターの特性によって異なる。またこれらは前述のように、冒険の拠点となるロッカの村でしか変更することができない。プレイヤーは限られた装備スロットの中でどう自分なりの戦術を組み立てて行くかという試行錯誤を迫られる。

#### マナエッグ
今作の魔法は『グランディアII』と同様、個々のキャラクターが魔法を覚えるのではなく、マナエッグという装備に幾つかの魔法が籠められており、それを解き放って魔法を使用する形式となっている。また前作『グランディア』『グランディアII』とは異なり、キャラクターにはマジックポイント（MP）が存在せず、それぞれのマナエッグにMPが存在しており、それを消費して使用するものとなっている。マナエッグに蓄えられたMPは一部の回復アイテムを用いるか、冒険の拠点となるロッカの村まで帰還して休息しなければ回復することができない。
マナエッグは遺跡などのフィールドで拾い集めることができ、拠点となるロッカの村で複数のマナエッグを合成することで強化することができる。合成を繰り返すことでMPの最大値も変化し、また新たな魔法が使用可能なマナエッグを入手することができ、方法によっては序盤から強力な魔法を手にすることもできる。魔法の威力はキャラクターの能力値（魔力）によって上下し、前述のように装備できる数もキャラクターによって異なる。個別にMPを蓄えるマナエッグを多く装備できることは、それだけ魔法の使用可能な回数が多いことも意味する。

#### スキル
キャラクターが装備することによって自動的に効果を発揮するスキルは、筋力や魔力などといった能力値を強化するものから、特定の種族に与えるダメージ量を増やすもの、見切りやおとりなど多彩なものが用意されている。今作のスキルは、スキルブックと呼ばれるスキルを装備するための装備に、遺跡や戦闘で入手したスキルをセットすることで効果を発揮する。つまり各キャラクターは装備スロットにスキルブックを装備し、更にそのスキルブックのスロットにスキルをセットするという形になる。スキルブックとスキルはともにランクがあり、ランクが高いスキルほど特別な能力を持つが、スキルブックにはランクの合ったスキルしか装備できない。例えばAランクのスキルを持っていても、スキルブックがBランクでは装備することはできない、といったようになる。前述のようにスキルブックを装備できる数はキャラクターごとに決まっているが、スキルブックの中には複数のスキルを一度に装備できるものも存在する。
スキルに関しては敵が落とす羊皮紙をロッカ村のスキル屋で生成すると、装備できるスキルとなる。生成にはお金がかかり、スキルのランクが高くなるほど料金は高くなる。拾った羊皮紙が何のスキルであるかは、スキル屋で生成するまで判別できない。個々のスキルには習熟度が存在し、スキルを装備して戦闘をこなしていくとスキル経験値が溜まって習熟度が上がる。低ランクのスキルでも習熟度を上げてたくさん装備することで、大きな効果を発揮することもある。
スキルには心術・技術・体術・秘術の4つの系統が存在するが、倒した敵によってどの系統のスキル経験値が上がるのかが異なるため、育てたいスキルを早く成長させるには敵を選んで戦う必要性がある。また、とどめに必殺技や合体技を狙ったり、素早く効率的に敵を倒したりすると、一度に多くのスキル経験値を獲得することができる。

### リトライ
通常、多くのRPGでは一回倒したボスとは戦うことができないが、本作ではその遺跡をクリアした後にもう一度入りなおせば再び戦うことができる。さらに物語の節目（地水火風の遺跡を踏破した後、および本編クリア後）を迎えるとボスのレベルが上がり、以前よりも強くなったボスと戦うことになる。本編クリア後のリトライでは、闇の遺跡に出現するゼノス・リーのような強力なボスキャラクターも用意されている。

## 関連商品

### 攻略本
- 『グランディアエクストリーム公式ガイドブック』 エニックス、2002年2月、ISBN 4-7575-0617-1
- 『グランディアエクストリーム』 Vジャンプ編集部編、集英社〈Vジャンプブックス〉、2002年2月、ISBN 4-0877-9153-X
- 『グランディアエクストリームパーフェクトガイド』 エンターブレイン、2002年3月、ISBN 4-7577-0792-4

### 設定資料集
- 『グランディアエクストリーム公式設定資料集』 ソフトバンクパブリッシング、2002年6月、ISBN 4-7973-1982-8

### 小説
ノベライズ作品が発売されている。真坂和義（著）・藤原カムイ（イラスト）、エニックス〈GAME NOVELS〉、全1冊。
- 『小説 グランディア エクストリーム』 2002年5月発行、ISBN 4-7575-0671-6

### 漫画
アンソロジーコミックが発売されている。
- 『グランディアエクストリーム4 コママンガ劇場』 エニックス、2002年6月発行、ISBN 4-7575-0706-2
- 『グランディアエクストリーム』 エニックス〈スーパーコミック劇場〉、2002年7月発行、ISBN 4-7575-0713-5

### サウンドトラック
- 『グランディア エクストリーム オリジナルサウンドトラックス』